# هاري جوليان ألين
هاري جوليان ألين (بالإنجليزية: Harry Julian Allen)‏ هو مهندس فضاء جوي ومهندس أمريكي، ولد في 1 أبريل 1910 في مايوود في الولايات المتحدة، وتوفي في 29 يناير 1977 في ستانفورد في الولايات المتحدة.